# Anomala digressa
Anomala digressa är en skalbaggsart som beskrevs av Thomas Casey 1915. Anomala digressa ingår i släktet Anomala och familjen Rutelidae. Inga underarter finns listade i Catalogue of Life.